# Marcus Iunius Rufus
Marcus Iunius Rufus est un haut chevalier romain, préfet d'Égypte entre 94 et 98 à la fin du règne de Domitien, pendant celui de Nerva et au tout début de celui de Trajan.

## Biographie
Il est nommé préfet d'Égypte par Domitien en l'an 94 et ses fonctions prennent fin au tout début du règne de Trajan, en l'an 98, date à laquelle il est remplacé par Caius Pompeius Planta.
Pendant son mandat en Égypte, il épouse la princesse Claudia Capitolina, qui en est à son deuxième mariage. C'est la fille du chevalier, astrologue et érudit Tiberius Claudius Balbilus, ancien préfet d'Égypte entre 55 et 59, et elle a épousé en premières noces le prince Caius Iulius Archelaus Antiochus Epiphanes de Commagène. 

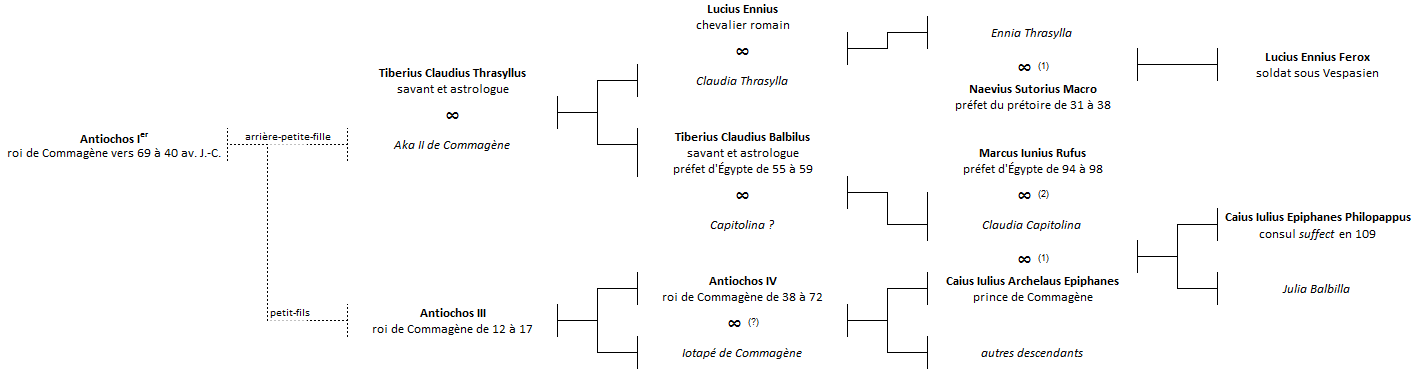
Famille de Tiberius Claudius Balbilus de l'époque des Julio-Claudiens aux Antonins. Arbre non exhaustif.